# Rudelzhausen
Rudelzhausen là một đô thị thuộc huyện Freising trong bang Bayern nước Đức. Đô thị Rudelzhausen có diện tích 40,82 km², dân số thời điểm 31 tháng 12 năm 2006 là 3184 người.